# Spa-La Sauvenière Airport
Spa-La Sauvenière Airport är en flygplats i Belgien. Den ligger i den östra delen av landet, 120 km öster om huvudstaden Bryssel. Spa-La Sauvenière Airport ligger 462 meter över havet. Arean är 76 kvadratkilometer.
Terrängen runt Spa-La Sauvenière Airport är kuperad åt sydväst, men åt nordost är den platt. Runt Spa-La Sauvenière Airport är det ganska tätbefolkat, med 72 invånare per kvadratkilometer.. Närmaste större samhälle är Verviers, 12,3 km norr om Spa-La Sauvenière Airport. 
I omgivningarna runt Spa-La Sauvenière Airport växer i huvudsak blandskog.